# Liohippelates collusor
Liohippelates collusor är en tvåvingeart som först beskrevs av Townsend 1895.  Liohippelates collusor ingår i släktet Liohippelates och familjen fritflugor. Inga underarter finns listade i Catalogue of Life.